# Цеховский, Гжегож
Гжегож Збигнев Цеховский (пол. Grzegorz Zbigniew Ciechowski, 29 августа 1957, Тчев — 22 декабря 2001, Варшава) — польский композитор, музыкант, певец, автор текстов и поэт. Основатель и лидер польской рок-группы Republika.
Выступал в составе супергруппы Obywatel G.C. (от его творческого псевдонима «Гражданин Г. Ц.» — пол. Obywatel G.C.), а также под псевдонимами «Гжегож из Цехова» (пол. Grzegorz z Ciechowa) и «Эва Омерник» (пол. Ewa Omernik).

## Творчество
Цеховский был автором всех слов и музыки группы Republika, а также писал тексты и компонировал музыку для других исполнителей, в том числе для Юстины Стечковской,  Виолеты "Фиолки" Найденович, Kayah, Lady Pank, Касии Ковальской и других. Он также сочинил музыку для фильмов «Ноль Жизни» (пол. Zero Życia) (1987), «Положение страха» (пол. Stan Strachu) (1989), «Гражданин мира» (пол. Obywatel świata) (1991), «Замок Помпон Руж» (нем. Schloß Pompon Rouge) (1991-1992), «Моя Анжелика» (пол. Moja Angelika) (1999) и Ведьмак (пол. Wiedźmin) (2002).

## Дискография[8]

### Как Гражданин Г. Ц.
- 1986 — Obywatel G.C.
- 1988 — Tak! Tak!
- 1989 — Citizen G.C. (мини-альбом)
- 1989 — Stan strachu (саундтрек)
- 1992 — Obywatel świata
- 1992 — Selekcja (сборник)
- 2007 — Gwiazdy polskiej muzyki lat 80. vol. XII (сборник)

### Как Гжегож из Цехова
- 1996 — ojDADAna

### Как Гжегож Цеховский
- 1991 — Schloss Pompon Rouge (саундтрек)
- 2001 — Wiedźmin (саундтрек)
- 2004 — Kolekcja (коллекция 10 альбомов)

## Смерть

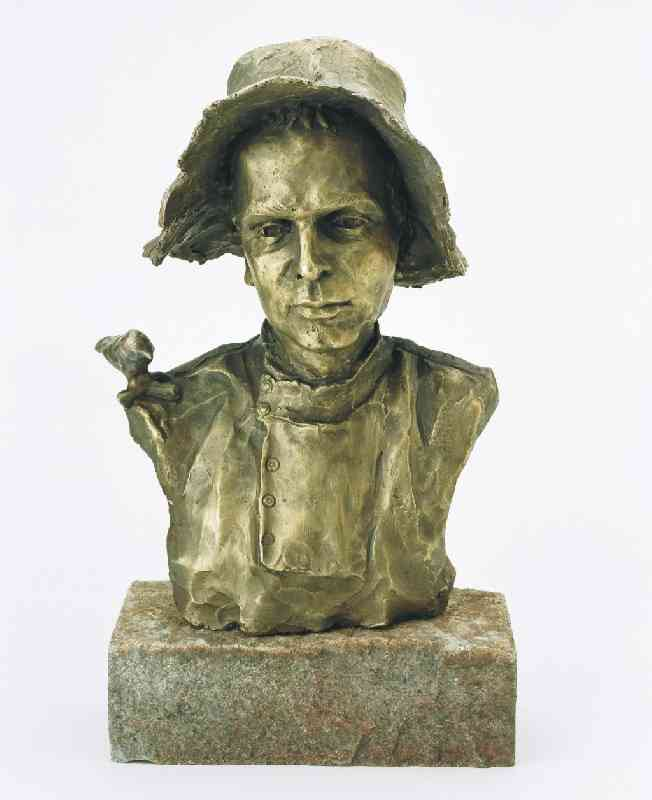
Бюст Гжегожу Цеховскому (польск. Grzegorz Ciechowski) - лидеру группы Republika.

Гжегож Цеховский умер 22 декабря 2001 года в Варшаве во время операции в возрасте 44 лет, причиной смерти была аневризма сердца. После его смерти Republika перестала существовать. Цеховский похоронен на кладбище Воинские Повонзки в Варшаве. Похороны состоялись 4 января 2002 г.

## Память
Цеховский является кавалером Ордена Возрождения Польши.
Ежегодно в Польше происходят не менее трёх событии связанных с группой Republika и её лидером — «In Memoriam» в родном городе Цеховского — Тчеве, а также «Dzień Białej Flagi» («День Белого Флага») и «Koncert specjalny im. G. Ciechowskiego» («Специальный концерт имени Г. Цеховского») в Торуни. Название День Белого Флага походит от первой и самой известной песни группы Republika — Biała Flaga (Белый Флаг).
- В 2012 году в его родном городе - Тчеве был открыт амфитеатр имени Гжегожа Цеховского.[17]
- В 2013 году в Варшаве был открыт сквер имени Гжегожа Цеховского.[18]
- В 2014 году Национальный банк Польши выпустил памятные монеты с его изображением.[19]
- С 2016 года в Торуни находится площадь его именем.[20]
- В июне 2018 года в Познани была открыта улица Цеховского.[21]